# Wolfgang Droege
Wolfgang Walter Droege (* 25. September 1949 in Forchheim; † 13. April 2005 in Scarborough, Kanada) war ein kanadisch-deutscher Rechtsextremist. Droege war zunächst Mitglied des Ku-Klux-Klan und später Mitbegründer und Führer der Heritage Front, einer ultranationalen, antisemitischen Neonaziorganisation.
Droege wurde in Forchheim geboren. Seine Eltern und Großeltern waren begeisterte Unterstützer der NSDAP. Julius Streicher galt als Freund der Familie. Droege wanderte gemeinsam mit seiner Mutter im Jahr 1962 nach Kanada aus. 1967 kehrte er nach Deutschland zurück, um in die Bundeswehr einzutreten, wurde jedoch aus gesundheitlichen Gründen zurückgewiesen. 
In den frühen 1970er Jahren kehrte er nach Kanada zurück und wurde kanadischer Staatsbürger.
Droege interessierte sich mehr und mehr für rechtsextreme Politik und trat der rechtsextremen Gruppe Western Guard, später dann Don Andrews’ Nationalist Party of Canada bei. 1975 wurde er festgenommen und wegen mutwilliger Beschädigung verurteilt, weil er entlang der Route des African Liberation Day March in Toronto White-Power-Slogans sprühte. 1976 trat er in den Ku-Klux-Klan, danach in den International Patriotic Congress ein. Droege gründete eine weitere Abteilung des Ku-Klux-Klans in Toronto und unterstützte die Organisierung des KKK in British Columbia.
1981 unterstützte Droege Operation Red Dog, den Versuch einer Invasion des Karibikstaates Dominica und der Übernahme der Regierung, mit dem Ziel, den abgesetzten Premierminister Patrick John wieder einzusetzen.
Am 13. April 2005 wurde Droege von einem Besucher in seiner Wohnung in Scarborough erschossen. Droeges Freund Keith Deroux wurde einige Stunden später in Zusammenhang mit dem Mord verhaftet. Am 16. Juni 2006 wurde Deroux wegen Totschlages zu zehn Jahren Haft verurteilt. Er hatte sich schuldig bekannt.